# Červené tvrdé

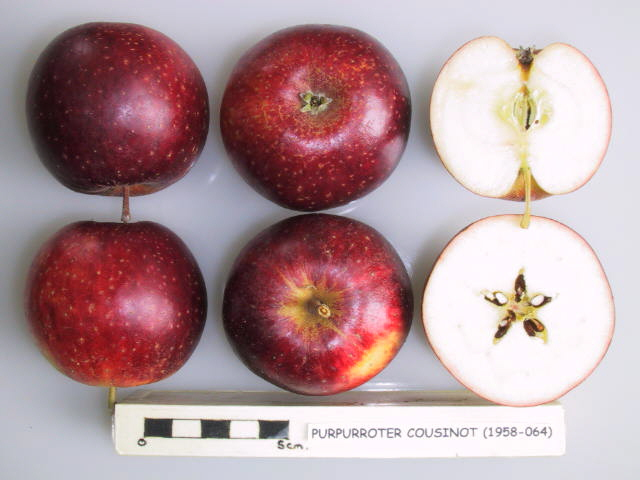
Odrůda Červené tvrdé

Červené tvrdé (Malus domestica 'Červené tvrdé') je ovocný strom, kultivar druhu jabloň domácí z čeledi růžovitých. Řadí se mezi zimní odrůdy jabloní. 

## Historie

### Původ
Jablko Červené tvrdé je velmi stará odrůda nejasného původu. Nejčastěji se za zemi původu udává Holandsko, kde je tato odrůda popsaná už roku 1766 v pomologii Hermana Knoopa, který zde píše, že je toto jablko v Holandsku velmi rozšířené, vážené a dlouho se zde pěstuje. Významný francouzský pomolog André Léroy označuje původ této odrůdy také jako holandský. Němečtí autoři píší, že je to jablko německé, které pochází z Braniborska, případně Hannoverska. Červené tvrdé bylo velmi rozšířené po celé Evropě. Stejně tak i v českých zemích bylo oblíbené a pěstovalo se velké míře. Vzhledově bylo hodně podobné jablku Panenské české a tak bylo za něj často zaměňováno. I z toho důvodu bylo lidově označováno jako Panenské zimní.

### Současné rozšíření
V současnosti se odrůda Červené tvrdé vysazuje spíše ojediněle a vyskytuje se tak už jen ve starých výsadbách nebo u pěstitelů, kteří se zabývají pěstováním a záchranou tradičních starých odrůd. V nabídce zahradnictví zabývajících se prodejem ovocných stromů se již tato odrůda prakticky nevyskytuje.

## Charakteristika

### Vzrůst
Růst stromu je v mládí velmi bujný, když začne plodit ovoce, což je velmi brzy, asi 3. – 4. rok po výsadbě, tak růst slábne a koruna doroste střední velikosti kulovitého tvaru. U starších stromů vyrůstá z hlavních větví velké množství letorostů (tzv. vlků), takže je nutné časté zmlazování, které strom snáší velmi dobře. Pěstovalo se hlavně ve vysokokmenných tvarech, na nižších tvarech, jako jsou zákrsky, se nepěstovalo z důvodu chuťově kvalitnějších odrůd pro tento tvar stromu.

### Letorosty, listy, květy a plody

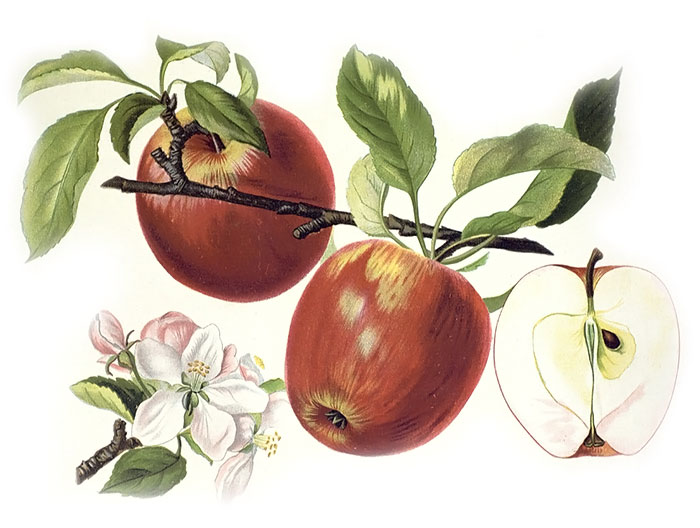
Červené tvrdé

Světlehnědé letorosty jsou velmi silné a dlouhé. Listy jsou poměrně velké, tmavě zelené, lesklé, okrouhle vejčité. Stromy kvetou 5. – 6. den jabloňového květu, kvetou velmi hojně a zdlouhavě, poupata jsou růžová a samotné květy mají červeně bílou barvu. Červené tvrdé je dobrým opylovačem a pro něj samotné jsou vhodní opylovači odrůdy Antonovka, Cortlandské, Empire, Fiesta, Fuji, Gala, James Grieve, Coxova reneta, James Grieve Red, Jonathan, Lobo, Melrose, Paula Red, Pinova, Ananasová reneta, Baumannova reneta, Rubinola. Plody mají střední velikost 90 – 120 g, jsou kulovitého, kuželovitého nebo vejčitého tvaru, základní barva je žlutozelená, po dozrání purpurové červená, některé plody jsou celé tmavě červené, jiné mají jemné žlutočervené žíhání. Většina plodů bývá bez rzi, ale některé mají na slupce jemnou rez na způsob síťky. Barva dužniny je žlutobílá, pod slupkou červeně zardělá. Dužnina je šťavnatá jemnozrnná, chruplavá, hustá a tuhá, později měkčí. Chuť je sladce navinulá, slabě okořenělá, většinou hodnocená jako průměrná, dobrá až velmi dobrá.

### Poloha pro pěstování
Stromy odrůdy Červené tvrdé se v minulosti vysazovaly na různá stanoviště. Pěstovaly se v sadech, na pastvinách, stráních, polních cestách i kolem silnic. Nedařilo se jim jen v uzavřených zahradách s malým prostorem, kde dostávaly rakovinu a brzo odumíraly. Více jim vyhovovaly střední a vyšší podhorské oblasti, drsnější a větrnější polohy do 600 m n. m. Nároky na půdu měla tato odrůda minimální, nevadily jí vlhké ani suché půdy, hůře prospívala pouze v nepropustných jílovitých půdách. Po stránce výběru stanoviště to byla jedna z nejodolnějších odrůd, která rostla tam, kde žádné jiné druhy jabloní neprospívaly.

#### Zralost a odolnost
Zraje postupně od poloviny září do druhé poloviny října. Konzumní zralost nastává od poloviny prosince a uskladněné vydrží do února až června, ale většinou na jaře začíná moučnatět a ztrácet chuť. Plodnost je brzká a vysoká, plodí 3. – 4. rokem po výsadbě. Výše sklizně je velmi bohatá, každým druhým rokem rodí velice hojně. Odrůda je mrazuvzdorná. Strupovitostí trpí středně, padlím méně. A také se u ní nevyskytuje hniloba a vadnutí plodů, pokud se pěstuje na provzdušněných místech s dostatkem prostoru, tak je odolná i proti rakovině a je velice vhodná pro transport, jelikož se plody neotlačují. Odrůda Červené tvrdé je vhodná pro lidi, kteří trpí alergií na jablka, jelikož obsahuje málo alergenu.

## Využití
Jablko je na pohled pěkné, ale jeho jakost je spíše průměrná, takže k přímé konzumaci se v dnešní době nehodí. Dříve se pro svou dlouhou skladovatelnost a odolnost při přepravě využívalo k přímé konzumaci hodně, často se prodávalo pod názvem Panenské, protože má stejný vzhled a při rozkrojení se červenalo, ale chuti pravého Panenského českého nedosahuje. Dá se využít na výrobu destilátů, moštování a sušení.

## Další názvy
V českých zemích bylo často zaměňováno za odrůdu Panenské, a proto se mu také tak nesprávně říkalo, a to z příčiny, že se po rozkrojení rdí jako panenka. Na Moravě mělo v některých oblastech pojmenování Zimní kardinálka, z důvodu žlutočerveného žíhání, podobného jiné staré odrůdě Kardinál žíhaný. Správně se mu říkalo zkráceně Červené. V Německu, kde se považovalo za jablko místní, původní bylo označováno jako Krvavé jablko, lidově Krvouš.

### Ostatní názvy
Purpurroter Cousinot, Zimní kardinálka, Zimní panenské, Krvavé, Kuzinotka, Krvouš, Panenské, Der Blutapfel, Krvavé jablko, Tvrdé červené, Jablko červené tvrdé, Purpurrother Cousinot, Cousinotte Rouge d’Hiver, Grosser Rother Pilgrim, Kardinálka zimní, Buraczek, Milerosa purpurea, Carmosinroter Kastanien Apfel, Cluster Apple, Cousinotte Rouge-Pourpre, Cousinotte Rouge-Pourpre d’Hiver, Doxaner Rote Rother, Doxener Rote Rother, Eisen Apfel, Englische Büschel Rother, Gemeine Rother, Grosser Roter Pilgrim, Jagd Apfel, Koller Apfel, Petite-Cousinotte d’Hiver, Pretiosa, Purpurroter Winter Cousinot, Rhoner, Roode Schager, Roode Zoete, Rote Rother, Roter Henscher, Roter Taffet Apfel, Taffetas Rouge, Cikánka, Purpurrother Winter-Cousinot, Cousinotte rouge d'hiver, Englische Büschel-Reinette, Buraczki, Koralik, Koraliki, Kuzynek Buraczek, Kuzynek, Badener Reinette, Blutapfel, Christkindapfel, Cousinette Rouge Pourpre, Cousinot Rouge d’Hiver, Cousinotte Rouge Pourpre, Cousinotte Rouge Pourpre d’Hiver, Eiselapfel, Englische Buschel-Reinette, Englische Buschelreinette, Englische Busche Reinette, Englische Buschreinette, Erdbeerapfel, Gemeine Reinette, Eiserapfel (chybně), Hensher, Jagdapfel, Romerling, Rote Reinette, Rote Renette, Roter, Roter Taffetapfel, Rother Heuscher, Rother Reinette, Rother Taffet, Rother Taffetapfel, Winter Cousinot, Zigeunerapfel, Zopfapfel, Zwiebelapfel.